# Prociklidin-hidroklorid
A prociklidin-hidroklorid szintetikus antikolinerg anyag, ami az acetilkolin excitatorikus hatását gátolja a muszkarin típusú receptorokon. Gyógyászatban a hidrokloriddal képzett sóját használják.

## Hatása
Az idiopathiás Parkinson-kór oka a substantia nigrában eredő és a corpus striatumba projiciálódó neuronok pusztulása. Ugyanezen idegvégződésekben a dopamin felszabadulás gátlása neurolepticumokkal, hasonló klinikai képet ad. A corpus striatum sejtjeinek cholinerg innervációja excitatiós hatású. A parkinsonos tünetek vagy a dopaminerg rendszer potencírozásával, vagy a cholinerg ingerületátvitel anticholinerg hatású szerrel történő blokkolásával csökkenthetők. A prociklidine ez utóbbi módon fejti ki hatását.
Fokozza a vascularis rezisztenciát és csökkenti a vascularis permeabilitást. In vitro vizsgálatok bizonyították a procyanidol oligomerek fibrosus proteinekre (különösen a kollagénre és az elasztinra) gyakorolt védő hatását. Megakadályozzák ezek enzimatikus lebontását és a kollagének hő-denaturatióját is. Igazolták szabad gyök-fogó képességét is. A hatását az érfalon fejti ki: fokozza a perifériás és conjunctivalis kapillárisok ellenállását vascularis fragilitás esetén és csökkenti a kapillárisok permeabilitását, stimulálja a nyirokkeringést. 

## Készítmények
- KEMADRIN
- ENDOTELON
- ENDOVEN

## Fordítás
- Ez a szócikk részben vagy egészben  a   Procyclidine hydrochloride című angol Wikipédia-szócikk fordításán alapul.  Az eredeti cikk szerkesztőit annak laptörténete sorolja fel. Ez a jelzés csupán a megfogalmazás eredetét és a szerzői jogokat jelzi, nem szolgál a cikkben szereplő információk forrásmegjelöléseként.